# Temporada 1988-1989 del FC Barcelona (femení)
La temporada 1988-89 és la 1a en la història del Club Femení Barcelona.

## Desenvolupament de la temporada
Les jugadores queden quartes classificades a la primera Lliga Nacional, renuncien a jugar la Copa de la Reina i per darrer cop la Copa Generalitat on foren eliminades a quarts de final.

## Jugadores i cos tècnic

### Plantilla 1988-89
La plantilla i el cos tècnic del primer equip per a l'actual temporada (manca informació) són els següents:
| N. | Pos. | Nac. | Jugador     |
| -- | ---- | --- | ----------- |
| —  | DEF  | [[Fitxer:Flag of Catalonia.svg\|23x15px\|border \|alt=Catalunya\|link=Selecció de futbol de Catalunya\|{{#if:\|]] | Kety Pulido |

| N. | Pos. | Nac. | Jugador |
| -- | ---- | ---- | ------- |

### Cos tècnic 1988-89
- Entrenador:  Ramon Carrión

## Partits
Victòria       Empat       Derrota

### Lliga
| 4 de desembre de 1988 | Club Femení Barcelona | 1-0   | Club de Fútbol Femenino Parque Alcobendas | Barcelona, Catalunya                        |  |
| Jornada 1             |                       | [ 2 ] |                                           | Zona Esportiva del FC Barcelona Catalunya · |  |

| 11 de desembre de 1988 | RCD Espanyol (femení) | 1-1   | Club Femení Barcelona | Barcelona, Catalunya |  |
| Jornada 2              |                       | [ 2 ] |                       |                      |  |

| 18 de desembre de 1988 | Olímpico Fortuna (femení) | 2-1   | Club Femení Barcelona | Madrid, Comunitat de Madrid |  |
| Jornada 3              |                           | [ 2 ] |                       |                             |  |

| 8 de gener de 1989 | Club Femení Barcelona | 0-0   | Penya Barcelonista Barcilona | Barcelona, Catalunya                        |  |
| Jornada 4          |                       | [ 2 ] |                              | Zona Esportiva del FC Barcelona Catalunya · |  |

| 15 de gener de 1989 | Club Deportiu Atlètic Santa Maria del Camí (femení) | 2-3   | Club Femení Barcelona | Santa Maria del Camí, Illes Balears |  |
| Jornada 5           |                                                     | [ 2 ] |                       |                                     |  |

| 22 de gener de 1989 | Club Femení Barcelona | 2-1   | Club de Futbol Femení Vallès Occidental | Barcelona, Catalunya |  |
| Jornada 6           |                       | [ 2 ] |                                         |                      |  |

| 29 de gener de 1989 | Centre d'Esports Sabadell Futbol Club (femení) | 1-1   | Club Femení Barcelona | Sabadell, Catalunya |  |
| Jornada 7           |                                                | [ 2 ] |                       |                     |  |

| 5 de febrer de 1989 |  | Descansa |  |  |  |
| Jornada 8           |  | [ 2 ]    |  |  |  |

| 12 de febrer de 1989 | Puente Castro FC | 2-5   | Club Femení Barcelona | Lleó Castella i Lleó |  |
| Jornada 9            |                  | [ 2 ] |                       |                      |  |

| 26 de febrer de 1989 | Club de Fútbol Femenino Parque Alcobendas | 4-0   | Club Femení Barcelona | Alcobendas, Comunitat de Madrid |  |
| Jornada 10           |                                           | [ 2 ] |                       |                                 |  |

| 5 de març de 1989 | Club Femení Barcelona | 1-1   | Reial Club Deportiu Espanyol de Barcelona | Barcelona, Catalunya                        |  |
| Jornada 11        |                       | [ 2 ] |                                           | Zona Esportiva del FC Barcelona Catalunya · |  |

| 12 de març de 1989 | Club Femení Barcelona | 1-1   | Olímpico Fortuna (femení) | Barcelona, Catalunya                        |  |
| Jornada 12         |                       | [ 2 ] |                           | Zona Esportiva del FC Barcelona Catalunya · |  |

| 19 de març de 1989 | Penya Barcelonista Barcilona | 3-0   | Club Femení Barcelona | Barcelona, Catalunya |  |
| Jornada 13         |                              | [ 2 ] |                       |                      |  |

| 2 d'abril de 1989 | Club Femení Barcelona | 5-0   | Club Deportiu Atlètic Santa Maria del Camí (femení) | Barcelona, Catalunya                        |  |
| Jornada 14        |                       | [ 2 ] |                                                     | Zona Esportiva del FC Barcelona Catalunya · |  |

| 9 d'abril de 1989 | Club de Futbol Femení Vallès Occidental | 0-1   | Club Femení Barcelona | Sabadell, Catalunya                        |  |
| Jornada 15        |                                         | [ 2 ] |                       | Ciutat Esportiva de Sant Adrià Catalunya · |  |

| 16 d'abril de 1989 | Club Femení Barcelona | 3-2   | Centre d'Esports Sabadell Futbol Club (femení) | Barcelona, Catalunya                        |  |
| Jornada 16         |                       | [ 2 ] |                                                | Zona Esportiva del FC Barcelona Catalunya · |  |

| 23 d'abril de 1989 |  | Descansa |  |  |  |
| Jornada 17         |  | [ 2 ]    |  |  |  |

| 30 d'abril de 1989 | Club Femení Barcelona | 3-3   | Puente Castro FC | Barcelona, Catalunya                        |  |
| Jornada 18         |                       | [ 2 ] |                  | Zona Esportiva del FC Barcelona Catalunya · |  |

### Copa Generalitat

#### Primera fase
| 25 de setembre de 1988 | Club Femení Barcelona | 2-2 | Gràcia Cal Majó | Barcelona                         |  |
| 10:00 CET              |                       |     |                 | Zona esportiva del FC Barcelona · |  |

| 5 de novembre de 1988 | FF Catalunya | v | Club Femení Barcelona | Sant Adrià de Besòs |  |
| 20:00 CET             |              |   |                       |                     |  |

| 16 d'octubre de 1988? | Gràcia Cal Majó | 2-5 | Club Femení Barcelona | Sabadell |  |
|                       |                 |     |                       |          |  |

| 22 d'octubre de 1988 | Club Femení Barcelona | v | FF Catalunya |  |  |
| 19:00 CET            |                       |   |              |  |  |

#### Segona fase
| Error: temps no vàlid | Club Femení Barcelona | 2-1 | Centre d'Esports Sabadell Futbol Club (femení) | Barcelona                         |  |
| 1/4 anada             |                       |     |                                                | Zona esportiva del FC Barcelona · |  |

| 13 de maig de 1989    | Centre d'Esports Sabadell Futbol Club (femení) | 3-1 | Club Femení Barcelona | Sabadell |  |
| 18:30 CET 1/4 tornada |                                                |     |                       |          |  |